# Florémont
Florémont est une commune française située dans le département des Vosges, en région Grand Est.
Ses habitants sont appelés les Florémontains.

### Localisation

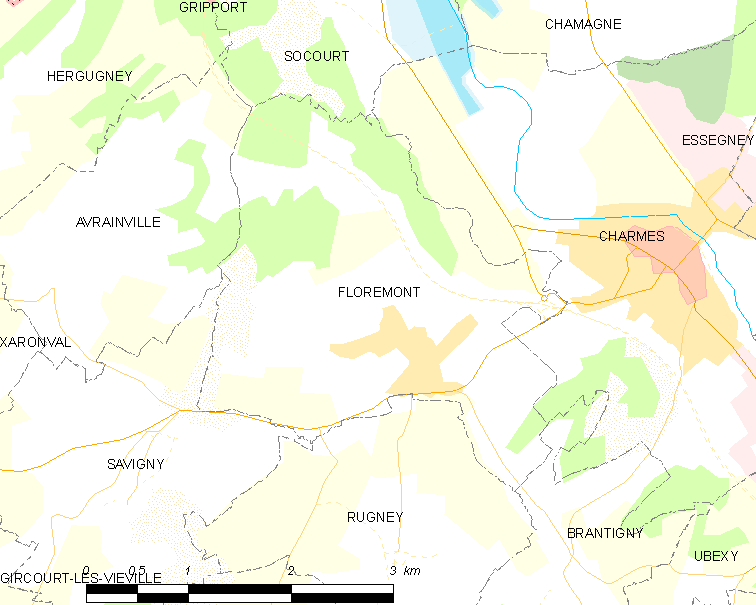
Situation géographique de Florémont.

## Géographie

### Géologie et relief
Sources : site des SVT de l'académie de Nancy-Metz.
- Géologie Lorraine > Marnes irisées du Keuper
- Marnes irisées du Keuper : 3. Description

#### Sismicité
Commune située dans une zone 1 de sismicité très faible.

### Hydrographie et eaux souterraines
Hydrogéologie et climatologie : Système d’information pour la gestion des eaux souterraines du bassin Rhin-Meuse :
Territoire communal : Occupation du sol (Corinne Land Cover) ; Cours d'eau (BD Carthage),
Géologie : Carte géologique ; Coupes géologiques et techniques,
 Hydrogéologie : Masses d'eau souterraine ; BD Lisa ; Cartes piézométriques.
La commune est située dans le bassin versant du Rhin, au sein du bassin Rhin-Meuse. Elle est drainée par le Colon, le ruisseau de Socourt, le ruisseau le Rulles et le ruisseau le Grandrupt,.
Le Colon, d'une longueur totale de 20,3 km, prend sa source dans la commune de Regney et se jette  dans le Madon à Xaronval, après avoir traversé 13 communes.

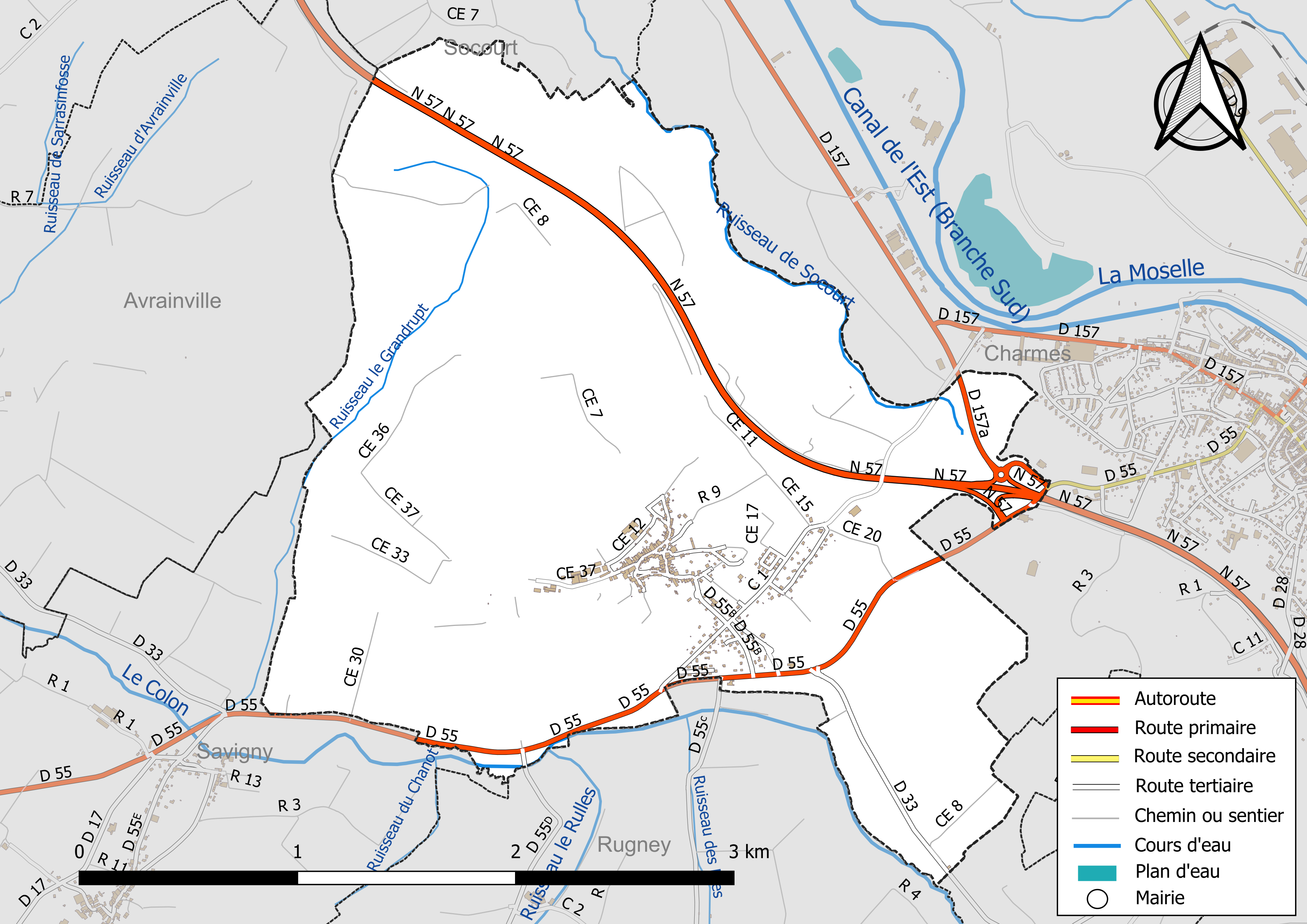
Réseaux hydrographique et routier de Florémont.

#### Gestion et qualité des eaux
Le territoire communal est couvert par le schéma d'aménagement et de gestion des eaux (SAGE) « Nappe des Grès du Trias Inférieur ». Ce document de planification, dont le territoire comprend le périmètre de la zone de répartition des eaux de la nappe des Grès du trias inférieur (GTI), d'une superficie de 1 497 km2,  est en cours d'élaboration. L’objectif poursuivi est de stabiliser les niveaux piézométriques de la nappe des GTI et atteindre l'équilibre entre les prélèvements et la capacité de recharge de la nappe. Il doit être cohérent avec les objectifs de qualité définis dans les SDAGE Rhin-Meuse et Rhône-Méditerranée. La structure porteuse de l'élaboration et de la mise en œuvre est le conseil départemental des Vosges.
La qualité des eaux de baignade et des cours d’eau peut être consultée sur un site dédié géré par les agences de l’eau et l’Agence française pour la biodiversité.

### Climat
Pour des articles plus généraux, voir Climat du Grand Est et Climat des Vosges.
En 2010, le climat de la commune est de type climat des marges montargnardes, selon une étude du Centre national de la recherche scientifique s'appuyant sur une série de données couvrant la période 1971-2000. En 2020, Météo-France publie une typologie des climats de la France métropolitaine dans laquelle la commune est exposée à un climat semi-continental et est dans la région climatique  Lorraine, plateau de Langres, Morvan, caractérisée par un hiver rude (1,5 °C), des vents modérés et des brouillards fréquents en automne et hiver. 
Pour la période 1971-2000, la température annuelle moyenne est de 9,5 °C, avec une amplitude thermique annuelle de 17 °C. Le cumul annuel moyen de précipitations est de 925 mm, avec 12,3 jours de précipitations en janvier et 10,1 jours en juillet. Pour la période 1991-2020, la température moyenne annuelle observée sur la station météorologique de Météo-France la plus proche, « Mirecourt-inra », sur la commune de Mirecourt à 12 km à vol d'oiseau, est de 10,4 °C et le cumul annuel moyen de précipitations est de 824,3 mm. 
La température maximale relevée sur cette station est de 39,5 °C, atteinte le 25 juillet 2019 ; la température minimale est de −19,5 °C, atteinte le 20 décembre 2009,,. 
Les paramètres climatiques de la commune ont été estimés pour le milieu du siècle (2041-2070) selon différents scénarios d'émission de gaz à effet de serre à partir des nouvelles projections climatiques de référence DRIAS-2020. Ils sont consultables sur un site dédié publié par Météo-France en novembre 2022.

## Urbanisme

### Typologie
Au 1er janvier 2024, Florémont est catégorisée commune rurale à habitat dispersé, selon la nouvelle grille communale de densité à sept niveaux définie par l'Insee en 2022.
Elle est située hors unité urbaine. Par ailleurs la commune fait partie de l'aire d'attraction de Charmes, dont elle est une commune de la couronne,. Cette aire, qui regroupe 10 communes, est catégorisée dans les aires de moins de 50 000 habitants,.

### Occupation des sols
L'occupation des sols de la commune, telle qu'elle ressort de la base de données européenne d’occupation biophysique des sols Corine Land Cover (CLC), est marquée par l'importance des territoires agricoles (72,2 % en 2018), en augmentation par rapport à 1990 (68,9 %). La répartition détaillée en 2018 est la suivante : 
prairies (52,9 %), forêts (21,2 %), terres arables (15,1 %), zones urbanisées (6,6 %), zones agricoles hétérogènes (4,1 %), cultures permanentes (0,1 %). L'évolution de l’occupation des sols de la commune et de ses infrastructures peut être observée sur les différentes représentations cartographiques du territoire : la carte de Cassini (XVIIIe siècle), la carte d'état-major (1820-1866) et les cartes ou photos aériennes de l'IGN pour la période actuelle (1950 à aujourd'hui).

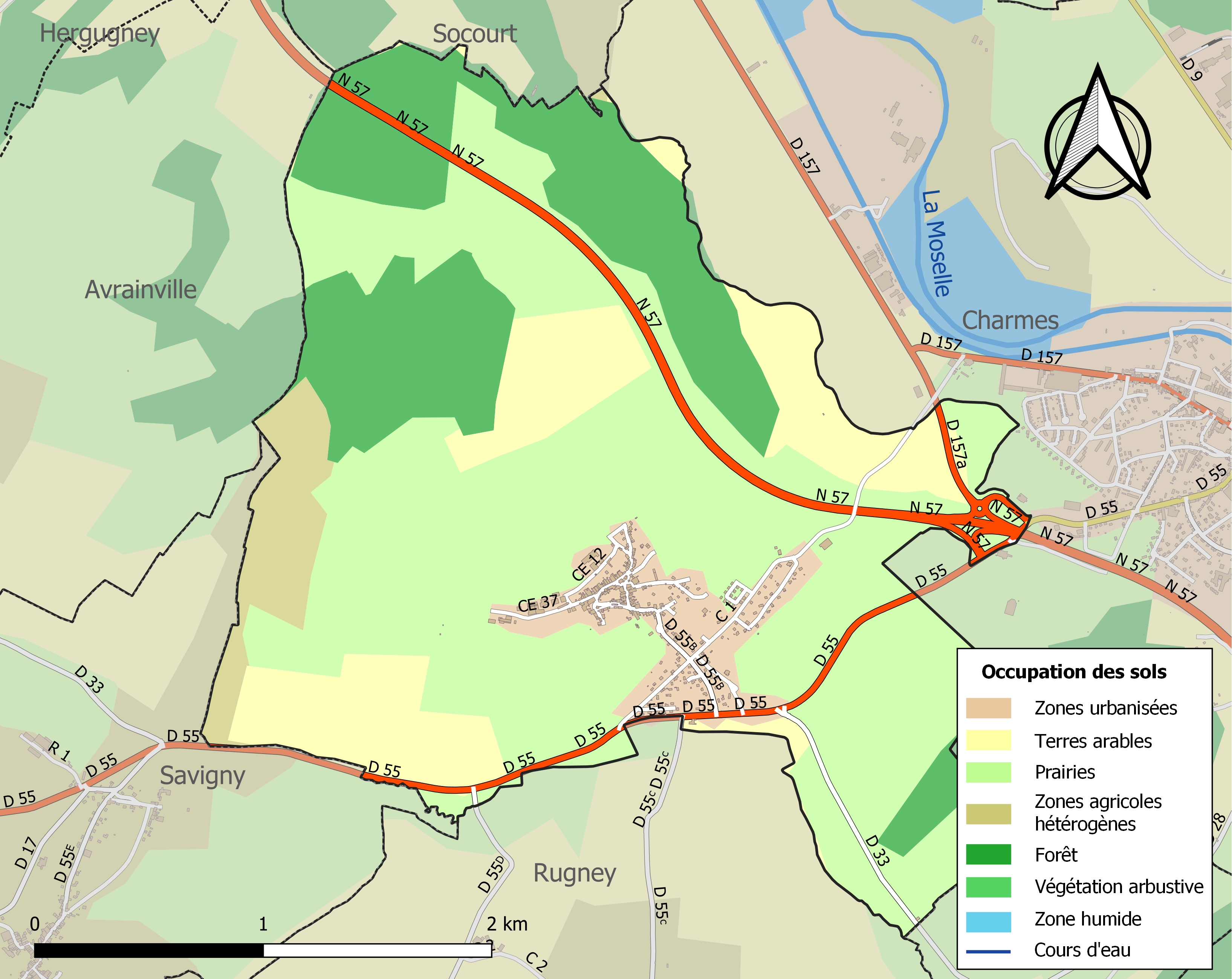
Carte des infrastructures et de l'occupation des sols de la commune en 2018 (CLC).

## Toponymie
Le nom de la localité est attesté sous les formes Albricus de Floremont (1156) ; Willelmus de Florelmont (avant 1168) ; Florimontis (XIe ou XIIe siècle) ; Florainmont (1257) ; De Floremonte (1402) ; Floridus mons (1768).

## Histoire
Florémont appartenait au bailliage de Charmes et fut autrefois mère-église de Charmes avant d’en devenir annexe. Le droit de patronage de la cure de Florémont appartenait au chapitre de Remiremont qui percevait les deux tiers des dîmes, l’autre tiers revenant au curé[réf. souhaitée].

## Politique et administration
| Période                                  | Période                  | Identité                      | Étiquette | Qualité                                        |
| ---------------------------------------- | ------------------------ | ----------------------------- | --------- | ---------------------------------------------- |
| Les données manquantes sont à compléter. |                          |                               |           |                                                |
| juin 1995                                | mars 2008                | Jean Arnould (1932-2017)      |           | Retraité de l'industrie                        |
| mars 2008                                | mai 2025                 | Jean-Noël Lombard (1949-2025) |           | Agent administratif, décédé en cours de mandat |
| mai 2025                                 | En cours (au 10/05/2025) | Poste vacant                  |           |                                                |

### Budget et fiscalité 2022
En 2022, le budget de la commune était constitué ainsi :
- total des produits de fonctionnement : 514 000 €, soit 1 010 € par habitant ;
- total des charges de fonctionnement : 514 000 €, soit 1 054 € par habitant ;
- total des ressources d'investissement : 89 000 €, soit 189 € par habitant ;
- total des emplois d'investissement : 48 000 €, soit 102 € par habitant ;
- endettement : 237 000 €, soit 501 € par habitant.

Avec les taux de fiscalité suivants :
- taxe d'habitation : 14,59 % ;
- taxe foncière sur les propriétés bâties : 43,15 % ;
- taxe foncière sur les propriétés non bâties : 26,16 % ;
- taxe additionnelle à la taxe foncière sur les propriétés non bâties : 0,00 % ;
- cotisation foncière des entreprises : 0,00 %.

Chiffres clés Revenus et pauvreté des ménages en 2021 : médiane en 2021 du revenu disponible, par unité de consommation : 24 490 €.

## Population et société

### Démographie

#### Évolution démographique
L'évolution du nombre d'habitants est connue à travers les recensements de la population effectués dans la commune depuis 1793. Pour les communes de moins de 10 000 habitants, une enquête de recensement portant sur toute la population est réalisée tous les cinq ans, les populations de référence des années intermédiaires étant quant à elles estimées par interpolation ou extrapolation. Pour la commune, le premier recensement exhaustif entrant dans le cadre du nouveau dispositif a été réalisé en 2004.

En 2022, la commune comptait 473 habitants, en évolution de +7,01 % par rapport à 2016 (Vosges : −2,96 %, France hors Mayotte : +2,11 %).
| 1793 | 1800 | 1806 | 1821 | 1831 | 1836 | 1841 | 1846 | 1856 |
| ---- | ---- | ---- | ---- | ---- | ---- | ---- | ---- | ---- |
| 367  | 418  | 343  | 469  | 464  | 462  | 460  | 471  | 439  |

| 1861 | 1866 | 1876 | 1881 | 1886 | 1891 | 1896 | 1901 | 1906 |
| ---- | ---- | ---- | ---- | ---- | ---- | ---- | ---- | ---- |
| 441  | 420  | 421  | 416  | 365  | 361  | 368  | 358  | 339  |

| 1911 | 1921 | 1926 | 1931 | 1936 | 1946 | 1954 | 1962 | 1968 |
| ---- | ---- | ---- | ---- | ---- | ---- | ---- | ---- | ---- |
| 337  | 295  | 323  | 276  | 271  | 286  | 301  | 290  | 288  |

| 1975 | 1982 | 1990 | 1999 | 2004 | 2006 | 2009 | 2014 | 2019 |
| ---- | ---- | ---- | ---- | ---- | ---- | ---- | ---- | ---- |
| 295  | 370  | 445  | 406  | 446  | 452  | 433  | 443  | 462  |

| 2022 | - | - | - | - | - | - | - | - |
| ---- | - | - | - | - | - | - | - | - |
| 473  | - | - | - | - | - | - | - | - |

### Enseignement
Établissements d'enseignements : 
- Écoles maternelles et primaires à Florémont, Charmes,  avigny
- Collèges à Mirecourt, Châtel-sur-Moselle, Bayon, Dompaire.
- Lycées à Mirecourt, Thaon-les-Vosges, Harol.

### Santé
Professionnels et établissements de santé :
- Médecins à Charmes, Vincey, Diarville, Mirecourt
- Pharmacies à Charmes, Vincey, Portieux, Mirecourt.
- Hôpitaux à Charmes, Mirecourt, Mattaincourt.

### Cultes
- Culte catholique, Paroisse Saint-Nicolas-du-Haut-du-Mont[26], Diocèse de Saint-Dié.

## Économie

### Entreprises et commerces

#### Agriculture
- Élevage de vaches laitières.
- Élevage d'ovins et de caprins.
- Élevage d'autres bovins et de buffles.

#### Tourisme
- Hébergements et restauration à Rugney, Charmes, Gripport, Vincey.

#### Commerces
- Commerces et services de proximité.

## Culture locale et patrimoine

### Lieux et monuments
- L'église Saint-Basle[27].

Autel (Maître autel).
Six chandeliers d'autel.
Croix d'autel.
Croix de procession.
- La mairie-école de Florémont.
- Une salle polyvalente[32].

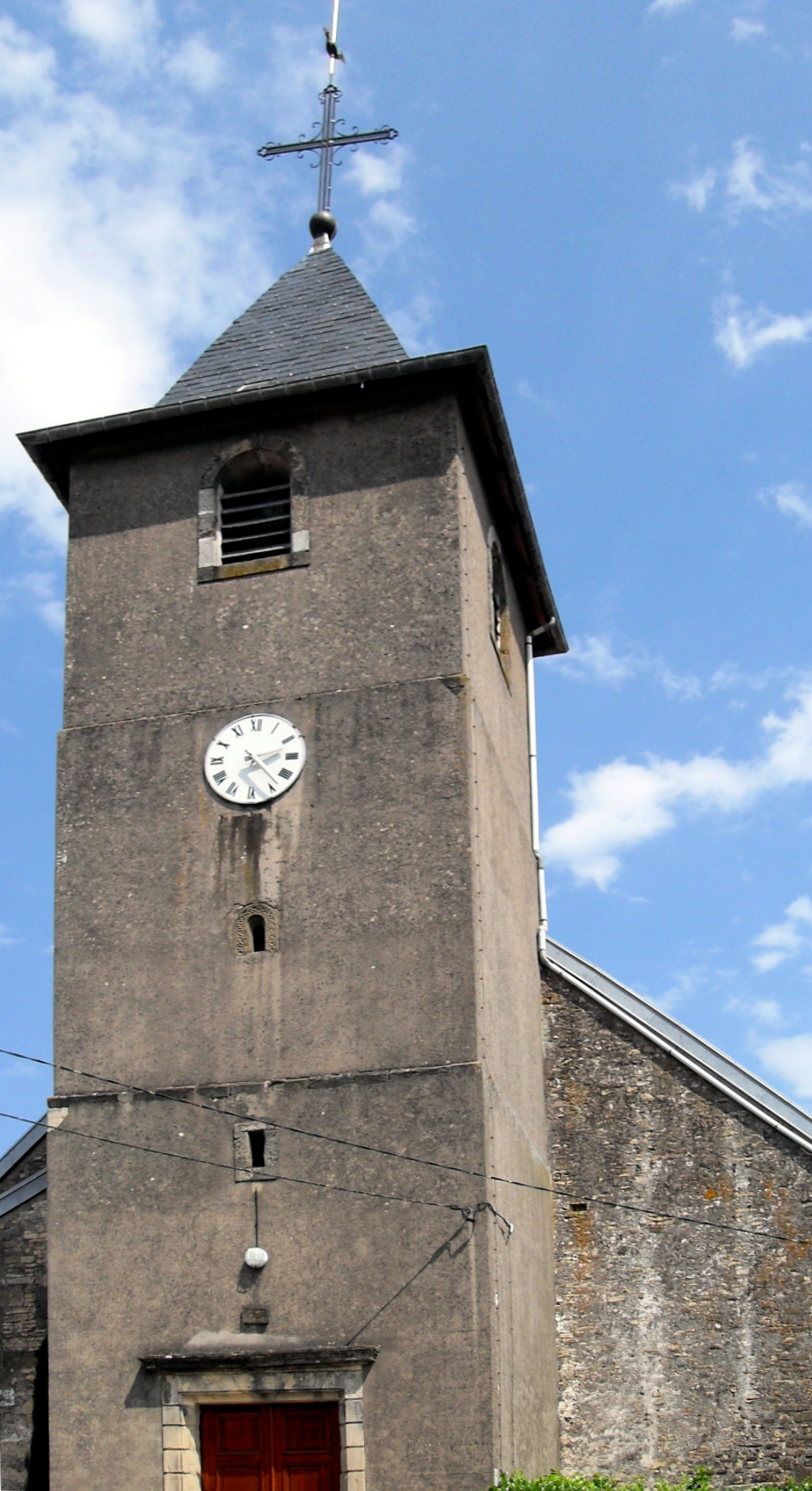
L'église Saint-Basle.

- Patrimoine architectural rural recensé par le service de l'Inventaire général du patrimoine culturel[33],[34].

### Héraldique, logotype et devise
| Blason | Blasonnement : Coupé voûté : au 1er parti: au I d'or à la roue de moulin de gueules et au bourdon croiseté d’argent brochant, au II de gueules au bouquet de trois épis de blé d'or liés du même, au 2e de sinople à la fleur d'aubépine d'argent au bouton étoilé d'or entouré de dix losanges de gueules. Commentaires : Armoiries composées par R.A. Louis et B. Georgin, adoptées le 23 mars 2018. |

## Pour approfondir